# Joachim Radkau
Joachim Radkau, né le 4 octobre 1943 à Oberlübbe dans le district de Minden, est un historien allemand .

## Biographie
Ce fils d'un pasteur protestant a étudié l'histoire à Münster, Berlin et Hambourg de 1963 à 1968, entre autres avec Fritz Fischer, qui l'a beaucoup impressionné. En 1970, Radkau a obtenu son doctorat au séminaire historique auprès de Fischer à Hambourg sur le rôle des émigrants germanophones de 1933 à 1945 dans l'environnement du président américain de l'époque, Franklin D. Roosevelt. À partir de 1971, il enseigne à l'Université pédagogique de Bielefeld .
De 1972 à 1974, Radkau a écrit l'ouvrage de synthèse sur l'industrie et la politique allemandes de Bismarck à nos jours (Überblickswerk Deutsche Industrie und Politik von Bismarck bis in die Gegenwart) avec George W. F. Hallgarten . Il a lui-même pris en charge la représentation de l'époque de 1933 à environ 1968. La Deutsche Bank a fait comprendre à l'éditeur que plusieurs passages de Radkau sur leur rôle dans les prémices de la Seconde Guerre mondiale et dans la polémique de 1952 sur l'accord de Luxembourg entre le gouvernement de Konrad Adenauer et Israël étaient noircis . Ce dernier portait principalement sur le rôle d'Hermann Josef Abs.
En 1980, Radkau a terminé son habilitation chez Hans-Ulrich Wehler avec une étude sur la montée et la crise de l'industrie nucléaire allemande (Aufstieg und Krise der deutschen Atomwirtschaft). Selon les mots de son élève Frank Uekötter, ce travail est considéré comme « inégalé à ce jour ». Jens Hohensee et Michael Salewski décrivent Radkau comme « probablement le meilleur expert de l'histoire de l'énergie nucléaire allemande ». En 1981, il devient professeur d'histoire moderne à l'université de Bielefeld . Après cela, Radkau s'est principalement tourné vers l'histoire de la technologie et l'histoire de l'environnement. Il a fait des recherches sur l'histoire de la forêt allemande et sur la pénurie de bois (selon Radkau présumée) au XVIIIe siècle et XIXe siècle, sur l'histoire de la conservation de la nature (également sur son rôle dans le national-socialisme) et sur le lien entre la nervosité et l'histoire de la technologie dans le Kaiserreich de Guillaume. Dans ce contexte, il a également commencé des études biographiques de Thomas Mann et Max Weber .
Radkau s'est fait connaître d'un public plus large lorsqu'en 2000 il a écrit l'ouvrage Natur und Macht. Eine Weltgeschichte der Umwelt. En 2005, une biographie largement acclamée de Max Weber a suivi. Il prend sa retraite en 2009. En 2012, il a reçu le UmweltMedienpreis pour l'ensemble de sa carrière.
En 2013, il a publié l'ouvrage Aufstieg und Fall der deutschen Atomwirtschaft, écrit avec Lothar Hahn, qui est « une version révisée, partiellement réécrite et continuée de sa thèse d'habilitation ». En 2015, Radkau a reçu le prix Einhard pour sa biographie Theodor Heuss. La monographie Geschichte der Zukunft, publiée deux ans plus tard, a été sélectionnée par la bibliothèque Robert Jungk pour les prochains numéros du magazine proZukunft dans le top dix de la littérature future de 2017.

## Écrits

### Monographies
- Die deutsche Emigration in den USA. Ihr Einfluß auf die amerikanische Europapolitik 1933–1945. Dissertation. Bertelsmann-Universitätsverlag, Düsseldorf 1971,  (ISBN 3-571-09190-6).
- Avec Orlinde Radkau: Praxis der Geschichtswissenschaft. Die Desorientiertheit des historischen Interesses. Bertelsmann-Universitätsverlag, Düsseldorf 1972,  (ISBN 3-571-09057-8).
- Avec George W. F. Hallgarten: Deutsche Industrie und Politik von Bismarck bis heute. Europäische Verlagsanstalt, Frankfurt/ Köln 1974,  (ISBN 3-499-17450-2); Rowohlt, Reinbek 1981,  (ISBN 3-499-17450-2); überarbeitete Neuauflage: Deutsche Industrie und Politik von Bismarck bis in die Gegenwart. Athenäum, Frankfurt 1986,  (ISBN 3-434-46081-0).
- Avec Bernd Hey: Nationalsozialismus und Faschismus. (= Politische Weltkunde. II). Klett, Stuttgart 1976,  (ISBN 3-12-407500-5).
- Avec Jochim Varchmin: Kraft, Energie und Arbeit. Energie und Gesellschaft. Rowohlt, Reinbek 1981,  (ISBN 3-499-17701-3).
- Aufstieg und Krise der deutschen Atomwirtschaft. 1945–1975. Verdrängte Alternativen in der Kerntechnik und der Ursprung der nuklearen Kontroverse. Rowohlt, Reinbek 1983,  (ISBN 3-499-17756-0).
- Krieg und Frieden. (= Politische Weltkunde. II). Klett, Stuttgart 1985,  (ISBN 3-12-408300-8).
- Avec Ingrid Schäfer: Holz. Ein Naturstoff in der Technikgeschichte. Rowohlt, Reinbek 1987,  (ISBN 3-499-17728-5).
- Technik in Deutschland. Vom 18. Jahrhundert bis zur Gegenwart. Suhrkamp, Frankfurt 1989,  (ISBN 3-518-11536-7); erweiterte Neuausgabe: Technik in Deutschland. Vom 18. Jahrhundert bis heute. Campus-Verlag, Frankfurt/ New York 2008,  (ISBN 978-3-593-38689-8).
- Das Zeitalter der Nervosität. Deutschland zwischen Bismarck und Hitler. Hanser, München/ Wien 1998,  (ISBN 3-446-19310-3); Propyläen-Taschenbuch, München 2000,  (ISBN 3-612-26710-8).
- Natur und Macht. Eine Weltgeschichte der Umwelt. Beck, München 2000,  (ISBN 3-406-48655-X).
- Mensch und Natur in der Geschichte. Historisch-Politische Weltkunde. Klett, Stuttgart/ Leipzig 2002,  (ISBN 3-12-456190-2).
- Max Weber. Die Leidenschaft des Denkens. Hanser, München/ Wien 2005,  (ISBN 3-446-20675-2).
- Holz. Wie ein Naturstoff Geschichte schreibt. Oekom-Verlag, München 2007,  (ISBN 978-3-86581-049-6). Neuauflage: Oekom, München, 2018,  (ISBN 978-3-96238-068-7).
- Die Ära der Ökologie. Eine Weltgeschichte. Beck, München 2011,  (ISBN 978-3-406-61372-2).
- Avec Lothar Hahn: Aufstieg und Fall der deutschen Atomwirtschaft. Oekom-Verlag, München 2013,  (ISBN 978-3-86581-315-2).
- Theodor Heuss. Carl Hanser Verlag, München 2013,  (ISBN 978-3-446-24355-2).
- Geschichte der Zukunft. Prognosen, Visionen, Irrungen in Deutschland von 1945 bis heute. Carl Hanser Verlag, München 2017,  (ISBN 978-3-446-25463-3).

## Éditions
- Avec Imanuel Geiss (Hrsg.): Imperialismus im 20. Jahrhundert. Gedenkschrift für George W. F. Hallgarten. Beck, München 1976,  (ISBN 3-406-06464-7).
- Avec Frank Uekötter (Hrsg.): Naturschutz und Nationalsozialismus. Mit einem Vorwort von Jürgen Trittin. Campus, Frankfurt/ New York 2003,  (ISBN 3-593-37354-8).

## Liens web
- (de) « Publications de et sur Joachim Radkau », dans le catalogue en ligne de la Bibliothèque nationale allemande (DNB).
- Website von Joachim Radkau
- Atomkrise: „Manches bleibt rätselhaft“. Interview mit Elisabeth von Thadden. In: Zeit. Nr. 12, 17. März 2011.
- „Ich wollte meine eigenen Wege gehen“. Ein Gespräch mit Joachim Radkau. In: Zeithistorische Forschungen. 9 (2012), S. 100–107.